# Kostel Nejsvětější Trojice (Mošovce)
Římskokatolický kostel Nejsvětější Trojice v Mošovcích patřil v minulosti mezi nejmonumentálnější stavby v Turieci.

## Historie
Původně gotická budova kostela pocházela z přelomu 13. a 14. století. Věž jako významná dominanta obce plnila několik úloh. Informační funkci plnily čtyři zvony, z nichž největší Obecný byl ulitý roku 1704 a vážil 900 kg, druhý se jmenoval Odschod, třetí Median a čtvrtý Umrláč vážil 70 kg. Samostatně byl v kostelní zdi jeden maličký zvon.

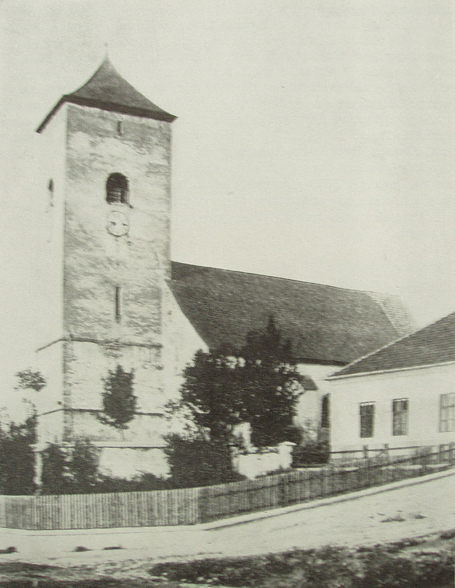
Původní gotický kostel okolo roku 1910

Věž před kostelem byla postavená samostatně, situovaná u hlavního průčelí s orientací na západ a obdélníkovým půdorysem 8,6 x 7,2 metrů. Výšce 45 metrů musela být přizpůsobena také tloušťka věžních stěn, z nichž tři byly silné 1,5 m a čtvrtá byla společná s kostelní zdí silnou 1,2 m. Podle zbytku stěny věže lze tuto tloušťku zjistit i dnes. Základním stavebním materiálem byl opracovaný a neopracovaný kámen. Nároží věže byla zvýrazněna kamennými kvádry. Na věž navazovala nízká jehlanová střecha s původní šindelovou krytinou.
Přibližně ve dvou třetinách výšky se nacházela okna ukončená oblouky. Pod okny na třech stěnách věže (jižní, západní a severní) byly umístěny věžní hodiny. Předchůdcem těchto hodin byly prastaré hodiny sluneční na jižní straně kostelní zdi.
Koncem 19. století byl kostel, tehdy už 600letý, značně poškozený. Protože byl postaven na podmáčených základech, kamenná gotická klenba tlustá asi 1,5 začala na mnoha místech pukat, a to i přesto, že po stranách kostela ji zabezpečovaly mohutné kamenné pilíře.
Hrozilo zboření klenby, proto byl kostel na podnět tehdejšího patrona církve hraběte Františka Révaie asanován.
Na rozdíl od předešlého kostela byl nový novogotický kostel na místě starého vystavěn během dvou let 1912–1913. Aby byla zabezpečena statika kostela, byl vystavěn na silné betonové desce. V půdoryse je nový kostel posunutý oproti původnímu o několik metrů jihovýchodně. Kostel je trojlodní, s boční šestiúhelníkovou věží, kterou vede schodiště na chór.
Nejprve byla stará věž ponechána v původním stavu, ale jejím průzkumem bylo zjištěno, že je šikmá – od svislého směru se odkláněla o 45 cm. Ze strachu z možného zřícení bylo rozhodnuto 21. června 1913 o jejím zbourání a postavení nové. Během asanačních prací ale začala přistavěná stěna novostavby praskat, proto se musela zeď věže vystavět znovu až do výšky vrcholu střechy kostela. Tato zeď stojí v symbióze s kostelem dodnes.